# Catedral Turismo
A Catedral Turismo é uma empresa de transporte rodoviário brasileira, com sede em Brasília, no Distrito Federal, atuando principalmente no transporte rodoviário de passageiros.

## História
Fundada em 1985, a Catedral iniciou suas atividades transportando feirantes de Brasília à São Paulo para fazer compras. Com o passar dos anos, a empresa foi expandindo suas operações quando começou a oferecer viagens também para Petrópolis, Belo Horizonte e Goiânia. 
Hoje ela atua em 13 estados brasileiros além do Distrito Federal.

## Atendimento
A empresa também oferece serviços de fretamento de ônibus, de transporte urbano intermunicipal entre o DF e as cidades do entorno além de operar um city tour na capital federal Brasília. Atende os seguintes estados:

### Centro-Oeste
- Distrito Federal
- Goiás

### Nordeste
- Alagoas
- Bahia
- Ceará
- Paraíba
- Pernambuco
- Piauí
- Rio Grande do Norte
- Sergipe

### Norte
- Tocantins

### Sudeste
- Minas Gerais
- São Paulo